# Dianópolis (gemeente)
Dianópolis is een gemeente in de Braziliaanse deelstaat Tocantins. De gemeente telt 17.739 inwoners (schatting 2022).

## Aangrenzende gemeenten
De gemeente grenst aan Almas, Conceição, Novo Jardim, Ponte Alta do Bom Jesus, Porto Alegre, Rio da Conceição, Taipas, Formosa do Rio Preto (BA) en Riachão das Neves (BA).

## Geboren
- Confúcio Moura (1948), gouverneur van Rondônia[1]